# طرخشقون إيبيري
طرخشقون إيبيري (الاسم العلمي:Taraxacum ibericum) هو نوع من النباتات يتبع جنس الطرخشقون من الفصيلة النجمية.